# Rêve et Réalité (film, 1901)
Pour les articles homonymes, voir Rêve et Réalité.
Pour plus de détails, voir Fiche technique et Distribution.
Rêve et Réalité est un film français réalisé par Ferdinand Zecca, sorti en 1901.

## Synopsis
Un vieux beau, assis en compagnie d'une femme masquée et capée de noir à une table sur laquelle trônent quatre bouteilles de champagne, dont trois sont déjà vides, trinque et séduit sa proie apparemment consentante. Il lui retire son masque, découvrant une très jeune et jolie femme. Il se penche vers elle pour l'embrasser sur la bouche. Un fondu enchaîné raccorde avec un second plan dans lequel le vieux beau, vêtu d'un pyjama, embrasse une femme couchée à côté de lui. La femme se dégage mais elle est ravie (son sourire dévoile sa dentition clairsemée et son absence de beauté), tandis que celui qui, a priori, est son mari, ne cache pas son dépit. Il se recouche en lui tournant le dos, elle proteste en prenant les spectateurs à témoin (regard caméra) et se recouche à son tour, dos tourné.

## Fiche technique
- Titre : Rêve et Réalité
- Réalisation : Ferdinand Zecca
- Production : Pathé Frères
- Photographie :
- Durée : 36 secondes
- Format : 35 mm à double jeu de 4 perforations rectangulaires Edison, noir et blanc, muet
- Pays de production :  France
- Date de production : 9 juillet 1901[1]

## Analyse
« En 1900, George Albert Smith tourne un petit film bien misogyne, Laissez-moi rêver encore. Un affreux vieux monsieur rêve qu’il dîne avec une jeune et jolie femme et se réveille avec horreur, les bras enlacés autour de son épouse qui repousse ces caresses destinées visiblement à une autre. »
Ferdinand Zecca, à l'affût de toutes les nouveautés découvertes par les réalisateurs britanniques de l'École de Brighton, notamment leurs films de poursuite (Chase Films), reprend ici le même thème, où « le vieux mari se réveille, désappointé, au côté de son épouse toute émoustillée par ses caresses involontaires. »